# Dwa złote colty
Dwa złote colty (ang. Warlock) – amerykański western z 1959 w reżyserii Edwarda Dmytryka, zrealizowany na podstawie powieści Oakleya Halla pt. Warlock. Główne role zagrali: Richard Widmark, Henry Fonda, Anthony Quinn i Dorothy Malone.

## Fabuła
Niewielkie miasteczko Warlock jest terroryzowane przez bandę Abe’a McQuowna. Mieszkańcy postanawiają sprowadzić na pomoc słynnego rewolwerowca Claya Blaisedella i uczynić go nowym szeryfem. Niebawem mężczyzna przybywa do Warlock w towarzystwie swego wiernego przyjaciela Toma Morgana.

## Obsada
- Richard Widmark – Johnny Gannon
- Henry Fonda – Clay Blaisedell
- Anthony Quinn – Tom Morgan
- Dorothy Malone – Lily Dollar
- Dolores Michaels – Jessie Marlow
- Tom Drake – Abe McQuown
- DeForest Kelley – Curley Burne
- Frank Gorshin – Billy Gannon, brat Johnny’ego
- James Philbrook – Cade
- Wallace Ford – sędzia Holloway
- Richard Arlen – Bacon
- Regis Toomey – Skinner
- Vaughn Taylor – Henry Richardson
- Don Beddoe – dr Wagner
- Whit Bissell – Petrix
- Bartlett Robinson – Buck Slavin
- David Garcia – George „Pony” Benner
- Don „Red” Barry – Edward Calhoun
- Paul Comi – Luke Friendly
- Joe Turkel – Chet Haggin
- L.Q. Jones – Fen Jiggs
- Hugh Sanders – szeryf Keller
- Walter Coy – szeryf Roy Tompson

i inni